# گورنگا اوتویا
گورنگا اوتویا (به صربی: Gornja Otulja) یک روستا در صربستان است که در ناحیه پچینیا واقع شده‌است. گورنگا اوتویا ۱۳ نفر جمعیت دارد.